# Mistrzostwa Azji w Rugby 7 Mężczyzn 2019
Mistrzostwa Azji w Rugby 7 Mężczyzn 2019 (Asia Rugby Sevens Series 2019) – dziesiąte mistrzostwa Azji w rugby 7 mężczyzn, oficjalne międzynarodowe zawody rugby 7 o randze mistrzostw kontynentu organizowane przez Asia Rugby mające na celu wyłonienie najlepszej męskiej reprezentacji narodowej w tej dyscyplinie sportu w Azji. Zostały rozegrane w formie trzech rankingowych turniejów rozegranych wraz z zawodami kobiet pomiędzy 31 sierpnia a 29 września 2019 roku.
Sezon zdominowały reprezentacje Japonii oraz Hongkongu – prócz nich na podium poszczególnych turniejów stawali jedynie Chińczycy – Japonia pokonała Hongkong w finałach zawodów w Korei i Sri Lance, Hongkong zwyciężył zaś w chińskim turnieju, gdy Japończycy zajęli trzecią lokatę. Obydwa te zespoły zakończyły zatem sezon z 32 punktami w klasyfikacji generalnej, wyżej jednak została sklasyfikowana reprezentacja Japonii z uwagi na fakt, iż okazała się lepsza w obu bezpośrednich pojedynkach rozegranych w tych roku.
Najwięcej punktów i przyłożeń zdobył przedstawiciel triumfatorów, Chihito Matsui.

## Informacje ogólne
W walce o tytuł mistrzowski wzięło udział osiem zespołów, a cykl składał się z trzech rankingowych turniejów. Mistrzem Azji została drużyna, która po rozegraniu trzech rankingowych turniejów – w Inczon, Huizhou i Kolombo – zgromadziła najwięcej punktów, które były przyznawane za zajmowane w nich miejsca. W przypadku tej samej liczby punktów w klasyfikacji generalnej lokaty zainteresowanych drużyn były ustalane kolejno na podstawie:
- wyników spotkań pomiędzy zainteresowanymi drużynami;
- lepszego bilansu punktów zdobytych i straconych w tych spotkaniach;
- lepszego bilansu punktów zdobytych i straconych we wszystkich spotkaniach sezonu;
- lepszego bilansu przyłożeń zdobytych i straconych we wszystkich spotkaniach sezonu;
- większej liczby zdobytych punktów we wszystkich spotkaniach sezonu;
- większej liczby zdobytych przyłożeń we wszystkich spotkaniach sezonu;
- rzutu monetą.

| Miejsce | Punkty |
| ------- | ------ |
| 1       | 12     |
| 2       | 10     |
| 3       | 8      |
| 4       | 7      |
| 5       | 5      |
| 6       | 4      |
| 7       | 2      |
| 8       | 1      |

W każdych zawodach drużyny rywalizowały w pierwszym dniu systemem kołowym w ramach dwóch czterozespołowych grup, po czym po dwie czołowe z każdej z nich awansowały do półfinałów, a pozostała czwórka zmierzyła się w walce o Plate.  W fazie grupowej spotkania toczone były bez ewentualnej dogrywki, za zwycięstwo, remis i porażkę przysługiwały odpowiednio cztery, dwa i jeden punkt, brak punktów natomiast za nieprzystąpienie do meczu. Przy ustalaniu rankingu po fazie grupowej w przypadku tej samej liczby punktów lokaty zespołów były ustalane kolejno na podstawie:
- wyniku meczu pomiędzy zainteresowanymi drużynami;
- lepszego bilansu punktów zdobytych i straconych;
- lepszego bilansu przyłożeń zdobytych i straconych;
- większej liczby zdobytych punktów;
- większej liczby zdobytych przyłożeń;
- rzutu monetą.

W przypadku remisu w fazie pucharowej organizowana była dogrywka składająca się z dwóch pięciominutowych części, z uwzględnieniem reguły nagłej śmierci. Wszystkie mecze, także finałowe, składały się z dwóch siedmiominutowych części.
Przystępujące do turnieju reprezentacje mogły liczyć maksymalnie dwunastu zawodników. Rozstawienie w każdych zawodach następowało na podstawie wyników poprzedniego turnieju, a w przypadku pierwszych zawodów – na podstawie rankingu z poprzedniego roku.
W cyklu miało wziąć siedem czołowych zespołów z ubiegłego sezonu oraz zwycięzca rozegranych w sierpniu 2018 roku kwalifikacji. Odbyły się one w formie turnieju zorganizowanego w Singapurze i zwycięsko z niego wyszli reprezentanci Zjednoczonych Emiratów Arabskich zyskując tym samym awans do serii turniejów o mistrzostwo kontynentu.

## Turnieje

### Korea Sevens 2019
| Miejsce | Reprezentacja                |
| ------- | ---------------------------- |
| 1       | Japonia                      |
| 2       | Hongkong                     |
| 3       | Chiny                        |
| 4       | Korea Południowa             |
| 5       | Sri Lanka                    |
| 6       | Filipiny                     |
| 7       | Zjednoczone Emiraty Arabskie |
| 8       | Chińskie Tajpej              |

|  |                  |                  |           |                   |    |          |          |       |
|  | Półfinały        | Półfinały        | Półfinały |                   |    | Finał    | Finał    | Finał |
|  | Półfinały        | Półfinały        | Półfinały |                   |    | Finał    | Finał    | Finał |
|  |                  |                  |           |                   |    |          |          |       |
|  |                  |                  |           |                   |    |          |          |       |
|  | Hongkong         | Hongkong         | 21        |                   |    |          |          |       |
|  | Hongkong         | Hongkong         | 21        |                   |    |          |          |       |
|  | Chiny            | Chiny            | 7         |                   |    |          |          |       |
|  | Chiny            | Chiny            | 7         |                   |    | Hongkong | Hongkong | 12    |
|  |                  |                  |           |                   |    | Hongkong | Hongkong | 12    |
|  |                  |                  | Japonia   | Japonia           | 21 |          |          |       |
|  | Korea Południowa | Korea Południowa | Japonia   | Japonia           | 21 | 5        |          |       |
|  | Korea Południowa | Korea Południowa |           |                   |    |          |          |       |
|  | Japonia          | Japonia          | 43        |                   |    |          |          |       |
|  | Japonia          | Japonia          | 43        | Mecz o 3. miejsce |    |          |          |       |
|  |                  |                  |           |                   |    |          |          |       |
|  |                  |                  |           |                   |    |          |          |       |
|  |                  |                  |           |                   |    |          |          |       |
|  | Chiny            | Chiny            | 24        |                   |    |          |          |       |
|  | Chiny            | Chiny            | 24        |                   |    |          |          |       |
|  | Korea Południowa | Korea Południowa | 19        |                   |    |          |          |       |
|  | Korea Południowa | Korea Południowa | 19        |                   |    |          |          |       |

### Huizhou Sevens 2019
| Miejsce | Reprezentacja                |
| ------- | ---------------------------- |
| 1       | Hongkong                     |
| 2       | Chiny                        |
| 3       | Japonia                      |
| 4       | Sri Lanka                    |
| 5       | Korea Południowa             |
| 6       | Chińskie Tajpej              |
| 7       | Filipiny                     |
| 8       | Zjednoczone Emiraty Arabskie |

|  |           |           |           |                   |   |          |          |       |
|  | Półfinały | Półfinały | Półfinały |                   |   | Finał    | Finał    | Finał |
|  | Półfinały | Półfinały | Półfinały |                   |   | Finał    | Finał    | Finał |
|  |           |           |           |                   |   |          |          |       |
|  |           |           |           |                   |   |          |          |       |
|  | Hongkong  | Hongkong  | 55        |                   |   |          |          |       |
|  | Hongkong  | Hongkong  | 55        |                   |   |          |          |       |
|  | Sri Lanka | Sri Lanka | 0         |                   |   |          |          |       |
|  | Sri Lanka | Sri Lanka | 0         |                   |   | Hongkong | Hongkong | 14    |
|  |           |           |           |                   |   | Hongkong | Hongkong | 14    |
|  |           |           | Chiny     | Chiny             | 7 |          |          |       |
|  | Japonia   | Japonia   | Chiny     | Chiny             | 7 | 7        |          |       |
|  | Japonia   | Japonia   |           |                   |   |          |          |       |
|  | Chiny     | Chiny     | 14        |                   |   |          |          |       |
|  | Chiny     | Chiny     | 14        | Mecz o 3. miejsce |   |          |          |       |
|  |           |           |           |                   |   |          |          |       |
|  |           |           |           |                   |   |          |          |       |
|  |           |           |           |                   |   |          |          |       |
|  | Sri Lanka | Sri Lanka | 0         |                   |   |          |          |       |
|  | Sri Lanka | Sri Lanka | 0         |                   |   |          |          |       |
|  | Japonia   | Japonia   | 40        |                   |   |          |          |       |
|  | Japonia   | Japonia   | 40        |                   |   |          |          |       |

### Sri Lanka Sevens 2019
| Miejsce | Reprezentacja                |
| ------- | ---------------------------- |
| 1       | Japonia                      |
| 2       | Hongkong                     |
| 3       | Chiny                        |
| 4       | Sri Lanka                    |
| 5       | Filipiny                     |
| 6       | Zjednoczone Emiraty Arabskie |
| 7       | Chińskie Tajpej              |
| 8       | Korea Południowa             |

|  |           |           |           |                   |    |         |         |       |
|  | Półfinały | Półfinały | Półfinały |                   |    | Finał   | Finał   | Finał |
|  | Półfinały | Półfinały | Półfinały |                   |    | Finał   | Finał   | Finał |
|  |           |           |           |                   |    |         |         |       |
|  |           |           |           |                   |    |         |         |       |
|  | Sri Lanka | Sri Lanka | 0         |                   |    |         |         |       |
|  | Sri Lanka | Sri Lanka | 0         |                   |    |         |         |       |
|  | Japonia   | Japonia   | 45        |                   |    |         |         |       |
|  | Japonia   | Japonia   | 45        |                   |    | Japonia | Japonia | 17    |
|  |           |           |           |                   |    | Japonia | Japonia | 17    |
|  |           |           | Hongkong  | Hongkong          | 12 |         |         |       |
|  | Chiny     | Chiny     | Hongkong  | Hongkong          | 12 | 19      |         |       |
|  | Chiny     | Chiny     |           |                   |    |         |         |       |
|  | Hongkong  | Hongkong  | 24        |                   |    |         |         |       |
|  | Hongkong  | Hongkong  | 24        | Mecz o 3. miejsce |    |         |         |       |
|  |           |           |           |                   |    |         |         |       |
|  |           |           |           |                   |    |         |         |       |
|  |           |           |           |                   |    |         |         |       |
|  | Sri Lanka | Sri Lanka | 12        |                   |    |         |         |       |
|  | Sri Lanka | Sri Lanka | 12        |                   |    |         |         |       |
|  | Chiny     | Chiny     | 27        |                   |    |         |         |       |
|  | Chiny     | Chiny     | 27        |                   |    |         |         |       |

## Klasyfikacja generalna
| Miejsce | Reprezentacja                | Punkty | Punkty | Punkty | Punkty |
| Miejsce | Reprezentacja                | KOR    | HUI    | SRI    | Ogółem |
| ------- | ---------------------------- | ------ | ------ | ------ | ------ |
| 1       | Japonia                      | 12     | 8      | 12     | 32     |
| 2       | Hongkong                     | 10     | 12     | 10     | 32     |
| 3       | Chiny                        | 8      | 10     | 8      | 26     |
| 4       | Sri Lanka                    | 5      | 7      | 7      | 19     |
| 5       | Korea Południowa             | 7      | 5      | 1      | 13     |
| 6       | Filipiny                     | 4      | 2      | 5      | 11     |
| 7       | Zjednoczone Emiraty Arabskie | 2      | 1      | 4      | 7      |
| 8       | Chińskie Tajpej              | 1      | 4      | 2      | 7      |